# Слово лікаря
«Слово лікаря» — миргородська всеукраїнська україномовна спеціалізована газета. Тижневик виходить щосереди. Наклад: 11 500 примірників.

## Історія
Перший номер газети вийшов 1992 року. 

## Зміст
Виходить газета на 12 аркушах формату А4 один раз на тиждень. Основним наповненням газети є медичні поради, новини медицини, народна медицина.